# Gloria D (Schiff)
Die Gloria D ist ein ehemaliges Seebäderschiff. Es wurde 1972 gebaut, mehrfach verkauft und umbenannt. Von 2004 bis 2012 lag es in einem schlechten Zustand im Harburger Binnenhafen, seit 2020 liegt das in Stand gesetzte Schiff unter dem Namen Atlantis in Ruthenstrom an der Elbe auf.

## Geschichte

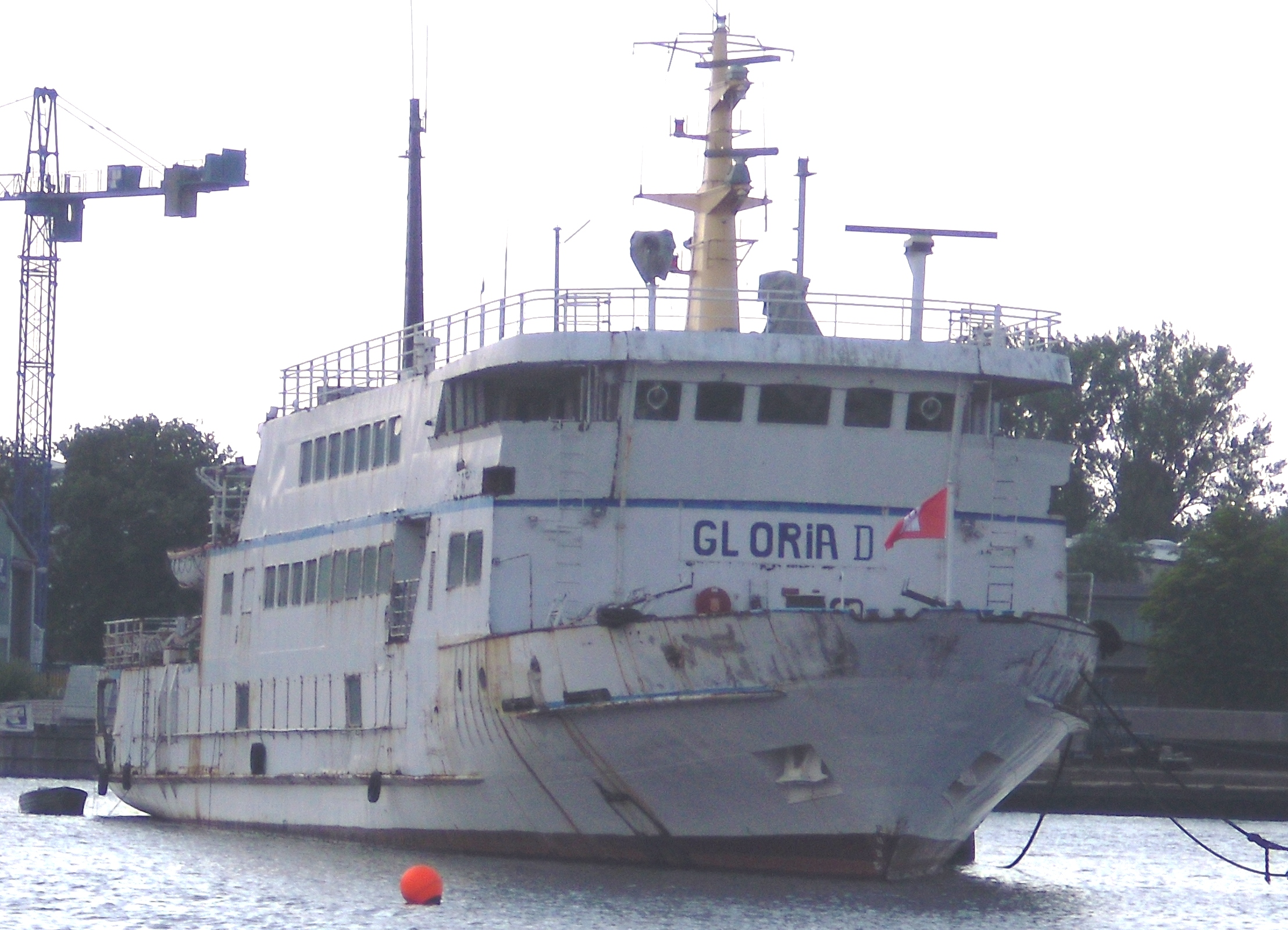
Gloria D im Harburger Binnenhafen (2011)

Das Schiff entstand 1972 unter der Baunummer 809 auf der Bauwerft Ewald Berninghaus in Köln-Deutz für Willi Freter in Heiligenhafen. Es wurde auf Wappen von Heiligenhafen getauft und auf der Route Heiligenhafen–Rødbyhavn eingesetzt. Die Reederei meldete am 1. Dezember 1980 Konkurs an, die Wappen von Heiligenhafen wurde anschließend an H. W. Nissen aus Heiligenhafen verkauft und von der Seebäderdienst Heiligenhafen GmbH eingesetzt.
1981 wurde das Schiff an die Förde-Reederei in Flensburg verkauft, die es auf den Routen Heiligenhafen–Rødbyhavn, Kappeln–Sønderburg und Damp–Graasten einsetzte. Ab 1986 war sie wieder auf der ursprünglichen Route Heiligenhafen–Rødbyhavn im Einsatz.
Danach wurde sie von der Hansa-Linien GmbH, Hamburg, gekauft, in Panama als Atlantis III registriert und vom neuen Eigner ebenfalls zwischen Heiligenhafen und Rødbyhavn und ab 1988 zwischen Kappeln und Sønderborg eingesetzt.
1989 wurde sie auf der Norderwerft in Hamburg umgebaut, danach erfolgten Vercharterungen bis 1999 an die Hansa-Tourist und die Nordische Seetourist. Nach Beendigung dieser Chartern wurde die Atlantis III zunächst in Sønderburg und bis 2003 dann in Arnis aufgelegt. Nach dem Verkauf an die CCC Catamaran Chartering Company GmbH & Co. KG in Mallentin wurde sie in Wischhafen aufgelegt und in Gloria Dei umbenannt. Heimathafen wurde nun Hamburg, bald darauf wurde sie im Lotsenhafen in Hamburg-Harburg aufgelegt. Als Gloria D sollte das Seebäderschiff von der in Mallentin ansässigen III. Gloria Reederei GmbH & Co. KG zusammen mit der Gloria I ursprünglich in ein neues Fahrtgebiet in Südamerika überführt werden.
Lange Zeit wurde das nun in Hamburg-Harburg liegende Schiff nicht mehr gepflegt, das Äußere befand sich in einem schlechten Zustand. Es gab mehrere Anfragen bzgl. der weiteren Verwendung bzw. der Verschrottung der Gloria D, dies besonders vor dem Hintergrund der Neubauvorhaben im Harburger Binnenhafengebiet und der Ausgliederung des Binnenhafengebietes aus der Verantwortung der Hafenverwaltung der Hamburg Port Authority (HPA). Zuletzt waren Fristen verstrichen, bis zu denen das Schiff den Hafen hätte verlassen sollen. Beim Auslaufversuch am 1. Juli 2012 kollidierte das Schiff mit dem Bootssteg des Harburger Yachthafens und beschädigte diesen und mehrere Boote.
Am Abend des 12. Juli 2012 verließ das Schiff mit Schlepperhilfe den Harburger Binnenhafen. Nach Passieren des Nord-Ostsee-Kanals erreichte es am darauf folgenden Tag die Lindenau-Werft in Kiel-Friedrichsort. Auf der Lindenau-Werft kam es am 6. August 2012 zu einem Brand im Maschinenraum auf der Gloria D, die inzwischen auf den Namen Atlantis umbenannt wurde.

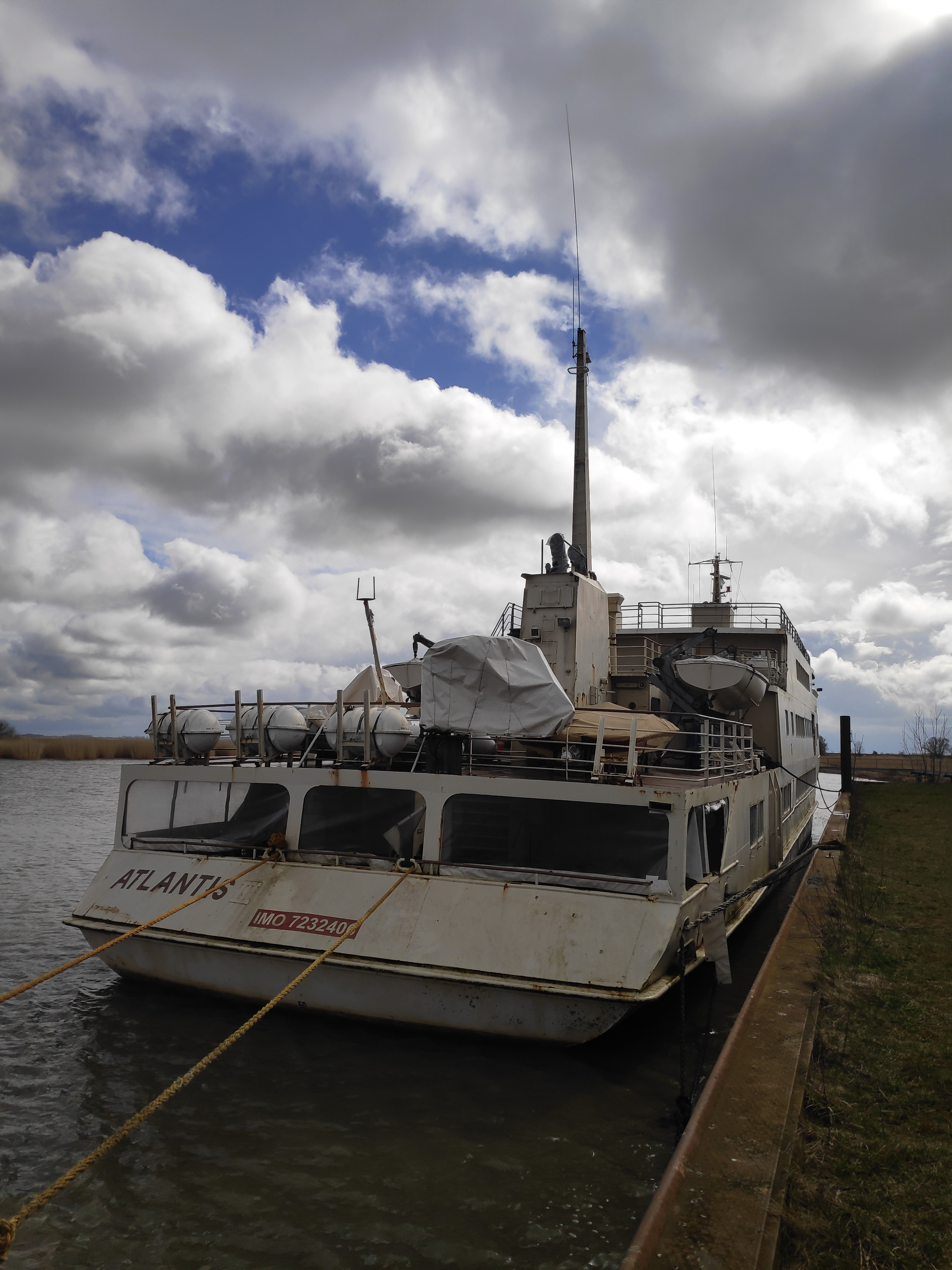
Gloria D. alias Atlantis im Ruthenstrom vor Krautsand (2021)

Nach zwei Jahren Liegezeit bei der Lindenau-Werft, wo es in Stand gesetzt und konserviert wurde, begibt sich das Schiff am 18. April 2015 aus eigener Kraft durch den Nord-Ostsee-Kanal nach Brunsbüttel und weiter nach Abbenfleth. Seit 2020 liegt die immer noch im Privatbesitz befindliche Atlantis in Ruthenstrom an der Elbe auf.